# Hrabstwo Pickaway
Hrabstwo Pickaway (ang. Pickaway County) – hrabstwo w stanie Ohio w Stanach Zjednoczonych. Obszar całkowity hrabstwa obejmuje powierzchnię 506,79 mil2 (1 312,59 km²). Według danych z 2010 r. hrabstwo miało 55 698 mieszkańców. Hrabstwo powstało 1 marca 1810 roku, a jego nazwa pochodzi indiańskiego szczepu Piqua, wchodzącego w skład plemienia Szaunisów, którzy zamieszkiwali te tereny.

## Sąsiednie hrabstwa
- Hrabstwo Franklin (północ)
- Hrabstwo Fairfield (wschód)
- Hrabstwo Hocking (południowy wschód)
- Hrabstwo Ross (południe)
- Hrabstwo Fayette (południowy zachód)
- Hrabstwo Madison (zachód)

## Miasta
- Circleville

## Wioski
- Ashville
- Commercial Point
- Darbyville
- New Holland
- Orient
- South Bloomfield
- Tarlton
- Williamsport

## CDP
- Derby
- Logan Elm Village